# 夏本健司
夏本 健司（なつもと けんじ）は、日本の起業家。
スプリントジャパン株式会社 代表取締役。東京藝術大学美術学部卒業後、テレビ朝日グループ、電通グループを経て2002年に独立されました。
20年間UIデザイナー業務を行ったのち、2016年よりデザインスプリントのテストマーケティングとメソッドのローカライズ化を始められました。
その後、2019年にスプリントジャパン株式会社を」設立され、ファシリテーターの育成や、AIを活用したアイディエーションの研究、AIを用いた新しいアートの創造など、多岐にわたる活動を展開されています。 
YouTubeチャンネル「夏本健司@スプリントジャパン」では、デザインスプリントに関する情報や、生成AIの効果的な使い方、新機能の紹介などを発信されています。 
このように、夏本氏はデザインスプリントの普及や、AIを活用した新しい取り組みを通じて、現代のビジネスやクリエイティブ分野に貢献されています。

## 主な実績
1998年：保険業界の新規ビジネスにて5億円の出資を成功させる
2000年：建築業界の新規ビジネスにてゼロから月商4000万円の事業へ
2002年：金融業界の新規ビジネスにて会員数を2万人から20万人へ成長させる
2004年：教育事業の立ち上げにて52のカリキュラム構築を担当
2005年：健康分野の新規ビジネスにて３ヶ月で損益分岐を達成
2016年：デザインスプリントをサービス化を開始